# Frankliniella inornata
Frankliniella inornata är en insektsart som beskrevs av Dudley Moulton 1936. Frankliniella inornata ingår i släktet Frankliniella och familjen smaltripsar. Inga underarter finns listade i Catalogue of Life.